# Чамберс, Эдмунд
Сэр Эдмунд Керчевер Чамберс (англ. Edmund Kerchever Chambers; 16 марта 1866 — 21 января 1954) - английский литературовед, шекспировед и литературный критик. Его четырехтомная история Елизаветинского театра, опубликованная в 1923 году, остается стандартным ресурсом для ученых драматического периода.         Книга «Уильям Шекспир: Исследование и факты» в дальнейшем послужила в качестве источника для написания книги С. Шенбаума «Уильям Шекспир: Жизнеописание в документах».

## Биография
Чемберс родился в Западном Илсли, Беркшир; его отец был помощником приходского священника, а мать — дочерью викторианского богослова. Он получил образование в колледже Мальборо, прежде чем поступить в колледж Корпус-Кристи (Оксфорд), где он завоевал ряд призов, в том числе Канцлерскую премию на английском языке за эссе по литературной подделке. В 1893 году он устроился на работу в национальный департамент образования и женился на Элеоноре Боуман.
В недавно созданном Совете по образованию, Чемберс работал главным образом над наблюдением за образованием взрослых и продолжением образования. Он поднялся до второго секретаря, но работа, за которую он помнит, проходила вне кабинета, по крайней мере до того, как ушел в отставку из правления в 1926 году. Он был первым президентом Мэлоун обществе, где с 1906 по 1939 годы. Он редактировал сборники стихов для Оксфордского университета. Он подготовил произведение о короле Артуре и частную печатную коллекцию стихов.
Однако его великое творчество, начатое еще до того, как он покинул Оксфорд, и которое он проводил в течение трех десятилетий, было большим исследованием истории и условий английского театра в средневековый и ренессансный периоды. Это исследование, которое Чемберс (в предисловии к Елизаветинской эпохи) называет пролегоменой к «маленькой книге о Шекспире», было опубликовано тремя частями. Средневековый этап, опубликованный в 1903 году предложил комплексное обследование средневекового театра, которое охватывало не только достаточно известные интермедии, но и тогда непонятных народной драмы, менестрелей, и литургические драмы Елизаветинской эпохи за два десятилетия. Произведение, хотя и содержало менее оригинальные открытия, чем его предшественники, остается одним из наиболее полезных изображений материальных условий английского театра Ренессанса. У. У. Грег описал его как «одна из тех книг, которые, возможно, ни один живой человек не в состоянии критиковать должным образом». Она по-прежнему используется сегодня. В 1930 году приехал в последние два-томного труда о Шекспире, в котором собраны и проанализированы дошедшие до наших дней свидетельства работы и жизни Шекспира.
В своей отставке, Чемберс создал работы о Кольридже и Мэтью Арнольде. После переезда в Эйншем, Оксфордшир, он вернулся к средневековой истории, написав том по истории Оксфорда и местного исследования Эйншема. Он умер в 1954 году.
Чемберс были назначены компаньоном ордена Бани в 1912 году, рыцарем ордена Британской империи в 1925 году. В 1924 году он был избран членом Британской Академии, а его биография Сэмюэла Тейлора Кольриджа была награждена в 1938 году Мемориальной премией Джеймса Тайта Блека.

## Работы
- The History and Motives of Literary Forgeries (1891)
- Poems of John Donne (1896, редактор)
- The Tragedy of Coriolanus (1898, редактор)
- The Mediaeval Stage (2 тома, 1903)
- Early English Lyrics (1907, редактор)
- Carmina Argentea (1918, poems)
- The Elizabethan Stage (4 тома, 1923)
- Shakespeare: A Survey (1925)
- Arthur of Britain (1927)
- William Shakespeare: A Study of Facts and Problems (2 тома; 1930)
- The Oxford Book of Sixteenth Century Verse (1932, редактор)
- The English Folk-play (1933)
- Sir Henry Lee (1936)
- Eynsham Under the Monks (1936)
- Sir Thomas Wyatt and Some Collected Studies (1937)
- S. T. Coleridge (1938)
- Shakespearean Gleanings (1941)
- English Literature at the Close of the Middle Ages (1945)
- Matthew Arnold (1947).